# Sessinia pauperala
Sessinia pauperala là một loài bọ cánh cứng trong họ Oedemeridae. Loài này được Pascoe miêu tả khoa học năm 1876.